# Eppes
Eppes es una comuna francesa situada en el departamento de Aisne, de la región de Alta Francia.

## Geografía
Eppes está situada a 8 km al este de Laon.

## Demografía
| 320 | 289 | 290 | 373 | 359 | 349 | 339 | 418 |
| Para los censos de 1962 a 1999 la población legal corresponde a la población sin duplicidades (Fuente: INSEE [Consultar]) |     |     |     |     |     |     |     |